# Герман (обичай)
Вижте пояснителната страница за други значения на Герман.
Герман е обичай за измолване на дъжд, разпространен в Северна България, южните склонове на Централна и Източна Стара планина и в Странджа. Обичаят не е календарно обвързан, а се изпълнява при продължително засушаване или непосредствено след другия обичай за измолване на дъжд – Пеперуда, понякога и на някой празник – Летен св. Атанас, Летен св. Никола, Еремия, дните след Гергьовден и др.
Основна част от обичая Герман е изработването на антропоморфна мъжка фигура от кал или глина, която ритуално се погребва. Тази кукла се нарича Герман, но са познати и наименованията Георги, Гечо (в Тетевенския балкан); Дюрманджо, Драганчо (Разградско); Скалоян, Кабаиван (в Северна Добруджа). Фигурата се изработва от девствени момичета под ръководството на по-възрастни жени и е доста детайлна – правят ѝ се очи, вежди, уста и т.н., като големината ѝ може да достигне до половин метър. Характерна особеност е ясно изразеният фалос. На някои места на Германа се прави червена шапка от червени черупки на великденски яйца – обикновено първото счупено на великденската трапеза яйце. Ръцете се кръстосват на гърдите като на умрял човек. След изработването на фигурата тя се полага в ковчег, покрива се с цветя, слага ѝ се запалена свещ и жените я оплакват като мъртвец. Някъде дори е викан свещеник, за да го опее. След опяването куклата с тържествена погребална процесия се отнася край някой водоизточник, обикновено река, където се погребва. В крайдунавските села Германа не се погребва, а се хвърля в реката; където няма река се погребва на кръстопът. На гроба се поставя малък дървен кръст и жените ходят на гроба и правят помени (до деветия ден). Вярва се, че след изпълнението на този обичай, завалява дъжд. Ако дъждовете обаче са прекалено силни или проливни, куклата се изважда от гроба.
Някъде (Оряховско) в корема на Германа слагат жива или мъртва жаба, но задължително с отворена уста. Капанците от района на Разград изработват две или четири фигури, осмисляни като брачни двойки. В Тетевенско (Тетевен, Лопян, Лесидрен и др.) тази кукла се изработва от парче дърво, обвито с парцали, а в Плевенско – от метла, която задължително трябва да е открадната от момите, участващи в обичая „Пеперуда“, по възможност от къщата на бременна жена.